# کچل کفترباز
کچل کفترباز عنوان داستانی است نوشتهٔ صمد بهرنگی به سال ۱۳۴۵. این داستان در سال ۱۳۴۶ انتشار یافت.
کچل کفتر باز ماجرای پسر جوان کچلی است که به همراه ننهٔ پیرش، یک بز و تعدادی کفتر زندگی می‌کند و وضعیت مالی خوبی هم ندارند.
در این داستان به ماجرا کچل و عشق دختر پادشاه به او پرداخته می‌شود و می‌توان قصه را منتقد شرایط اقتصادی جامعه و اختلاف طبقاتی و نگاهی به شرایط دشوار زندگی دهقانان در نظام ارباب رعیتی دانست. بهرنگی کچل کفترباز بر اساس افسانه‌ای آذری نوشته‌است.
در ابتدای داستان، بهرنگی در مقدمه‌ای با عنوان چند کلمه خطاب به بچه‌های مخاطب داستان می‌نویسد:
[...] قصه‌های باارزش می‌توانند شما را با مردم و اجتماع و زندگی آشنا کنند و علت‌ها را شرح دهند. قصه خواندن تنها برای سرگرمی نیست. بدین‌جهت من هم میل ندارم که بچه‌های فهمیده قصه‌های مرا تنها برای سرگرمی بخوانند.
به نوشتهٔ میرعلی حسن‌زاده و عبدالملکی قنبری، مهدی اخوان ثالث در آغاز شعر قصهٔ شهر سنگستان، تلمیحی به کبوترهای کتاب کچل کفترباز دارد. در هر دو روایت کفترهای روی درخت، مردی گرفتار و به بن‌بست رسیده را که زیر درخت آرمیده‌است، به شیوهٔ هم گفتمانی راهنمایی می‌کنند و به او راهکار نشان می‌دهند.

## خلاصه داستان
روزی از روزگاری پسر جوانی با ننه پیرش زندگی می‌کرد.
جوان در پشت بام خانه شان چند کفتر داشت که روزش را با آنها می‌گذراند.
ننهٔ پیرش هم در خانه بیکار نبود و بافتندگی می‌کرد.
روبروی خانه آنها یک قصر با شکوهی بود که در آن قصر یک دختر زیبا بود عاشق کچل قصه ما بود کچل هم آن دختر را دوست داشت اما پدر آن دختر راضی به ازدواج دخترش با کچل نمی‌شد.
هروقت کچل کفتر بازی می‌کرد دختر به پشت پنجره می‌آمد و کچل را نگاه می‌کرد.
پدر دختر وقتی از این قضیه با خبر شد به وزیر خود دستور داد تا تمام کفترهایش را بکشد.
وزیر به دستور پادشاه عمل کرد کرد و تمام کفتر هارا کشت.
کچل چندین شب از غصه کفترهایش خوابش نمی برو تا اینکه یک شب در خواب ندا به او گفت که بلندترین برگ درخت را بکن و به همراه کمی چوب به بزت بده و شیر بز را بگیر و به سر کفترهای مرده ات بمال
کچل دستور را انجام داد و کفترهایش زنده شدند.
از همه بهتر اینکه کفترهایش می‌توانستند حرف بزنند.
کفترها رفتند و برای کچل کُلاهی آوردند.
کچل وقتی کلاه را روی سرش می‌گذاشت ناپدید می‌شد.
و با کمک آن کلاه به خانه ثروتمندان می‌رفت و شکم خود و مادرش را سیر می‌کرد.
او برای اینکه پادشاه نبیند دارد کفتر بازی می‌کند هنگام کفتر بازی کلاه را روی سرش می‌گذاشت و نا پدید می‌شد.
یک روز که دختر در خانه نشسته بود و افسوس می‌خورد که دیگر نمی‌تواند کچل را ببیند کچل به صورت پنهانی به اتاق دختر رفت و رازش را به او گفت.
پادشاه که می‌دید کفترها خودشان حرکت می‌کنند با وزیر خود صحبت کرد و به خانه کچل حمله کردند.
دختر به سرعت پیش پدرش رفت و راز کچل را به پدرش گفت پدر کمی بعد از کمی فکر درخواست ازدواج کچل را قبول کرد.
از آن به بعد دختر در خانه کچل پیش ننه اش به خوبی و خوشی زندگی کردند.

## اقتباس
در سال ۱۳۶۰ ایرج کریمی نمایش و فیلمی بر اساس کچل کفترباز ساخت و این کار اولین اثر او محسوب می‌شد.
در سال ۱۳۹۹ نیز نمایشی عروسکی بر اساس آن به‌روی صحنه رفت.